# Arsenius Butscher
Arsenius Butscher (* 14. August 1928 in Seibranz; † 11. März 2013) war ein deutscher Motorradrennfahrer.
Butscher erlernte den Beruf des Kfz-Mechanikers. 1953 fuhr er in Stockach mit einem BMW-R-51/3-Gespann sein erstes Rennen, welches er als Sieger beendete. Nach zahlreichen Siegen im Jahre 1954 erhielt er bereits 1955 die nationale und 1958 die internationale Rennfahrer-Lizenz.
Von 1958 bis 1971 nahm Arsenius Butscher an den Rennen der Gespann-Klasse der Motorrad-Weltmeisterschaft. 1970 feierte er zusammen mit Josef Huber auf BMW beim Großen Preis von Belgien in Spa-Francorchamps seinen ersten Grand-Prix-Sieg. 1971 siegten die beiden beim Großen Preis von Österreich auf dem Salzburgring. In diesem Jahr wurde das Duo hinter Horst Owesle auch Vize-Weltmeister. Im Anschluss beendete er seine Rennfahrer-Karriere.
Am 11. März 2013 starb Arsenius Butscher im Alter von 84 Jahren.